# سیجیلوم دی ( مهر خدا )

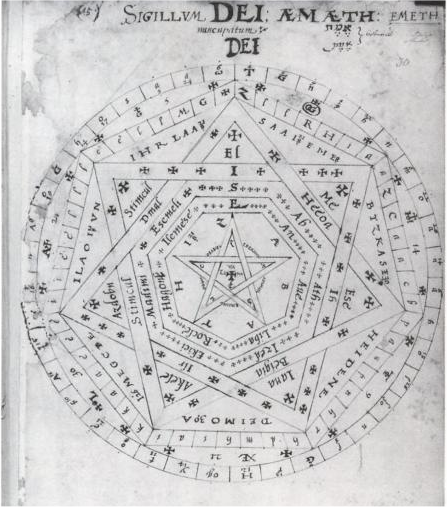
یک نمودار جادویی (۱۵۸۲)

سیجیلوم دی (مهر خدا یا signum dei vivi، نماد خدای زنده، که توسط جان دی Sigillum Dei Aemeth نامیده شده) یک نمودار جادویی است که از دو دایره، یک پنتاگرام، دو هفت ضلعی و یک هپتاگرام که نام خدا و فرشتگانش ضمیمه آن شده تشکیل شده‌است. این یک طلسم (amuletum) با عملکرد جادویی بود که به گفته یکی از قدیمی‌ترین منابع (Liber Juratus) به جادوگری که در این راه قدم گذاشته‌است اجازه می‌داد تا بر همه موجودات به جز فرشتگان مقرب قدرت و سلطه داشته باشد. اما نه هر شخصی؛ بلکه تنها کسی می‌تواند از قدرت طلسم بهره گیرد که به سطح بالایی از بصیرت نسبت به خدا و فرشتگانش دست یافته باشد.